# 梅里特·林登·弗纳尔德
梅里特·林登·弗纳尔德（Merritt Lyndon Fernald，1873年10月5日—1950年9月22日）为美国植物学家。在当时其被视为北美洲东部维管植物分类及植物地理学的权威。